# Hydrelia musculata
Hydrelia musculata är en fjärilsart som beskrevs av Staudinger sensu Sterneck 1928. Hydrelia musculata ingår i släktet Hydrelia och familjen mätare. Inga underarter finns listade i Catalogue of Life.